# Lívia Dobay
Lívia Dobay, später Lívia Dobay-Bauer (* 15. Mai 1912 in Budapest; † 16. Juli 2002 in Wien) war eine ungarische Opernsängerin (Sopran) an der Ungarischen Staatsoper.

## Leben
Schon ganz früh erkannte ihre Mutter ihr musikalisches Talent und ließ sie schon als Dreijährige am Klavier unterrichten. Ein Jahr später gab sie als Vierjährige im Redoutensaal in Budapest ihr erstes Klavierkonzert. 1932 erhielt sie gleich nach dem Abschlussdiplom an der Franz-Liszt-Musikakademie, wo sie bei Jenő Hubay und Béla Szabados studiert hatte, ein Engagement an der Königlich-Ungarischen Staatsoper in Budapest als lyrischer Sopran.
Sie debütierte im Jahre 1933 in Leoncavallos Oper Pagliacci als Nedda. 1956 flüchtete sie aus Budapest anlässlich des Ungarischen Volksaufstandes. Der größte Teil ihrer Tonaufzeichnungen in Ungarn wurde daraufhin auf Anweisung der Regierung vernichtet.
Ihre Paraderollen waren Mimi in La Bohème und die Titelrolle in Madama Butterfly. Sie arbeitete im Laufe der Jahre unter anderen mit Franz Lehár, Issay Dobrowen, Helge Rosvaenge, Alessandro Ziliani und Ferenc Fricsay. Im ungarischen Rundfunk sang sie zahlreiche Opern und Operetten.

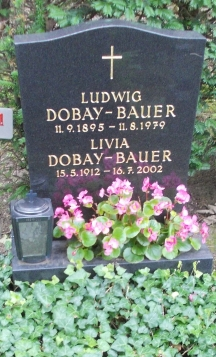
Grabstätte von Livia Dobay-Bauer

Dobay wurde im Urnenhain U6-51 am Neustifter Friedhof in Wien bestattet.